# René Mourlon
René Fernand Alexandre Mourlon (París, 12 de maig de 1893 - París, 19 d'octubre de 1977) va ser un atleta francès, especialista en curses de velocitat, que va competir a començaments del segle xx. Era germà del també atleta André Mourlon.
El 1912 va prendre part en els Jocs Olímpics d'Estocolm, on disputà dues proves del programa d'atletisme: els 4x100 metres relleus i els 100 metres llisos, però en ambdues proves quedà eliminat en sèries.
Vuit anys més tard, una vegada finalitzada la Primera Guerra Mundial, va disputar dues proves del programa d'atletisme del Jocs d'Anvers. En els 4x100 metres relleus, formant equip amb René Lorain, René Tirard i Émile Ali-Khan, guanyà la medalla de plata. En els 100 metres llisos quedà eliminat en sèries.
El 1924, a París, va disputar els seus tercers i darrers Jocs, amb la participació en dues proves del programa d'atletisme. En els 4x100 metres relleus, formant equip amb Maurice Degrelle, Albert Heise u André Mourlon, fou cinquè, mentre en la cursa dels 100 metres llisos quedà eliminat en sèries.
El 1912 i 1922 es proclamà campió nacional dels 100 metres. Entre 1939 i 1958 serví com a director tècnic de la Federació Francesa d'Atletisme.

## Millors marques
- 100 metres. 10.8" (1922)[2]